# Maba Diakhou Bâ
Pour les articles homonymes, voir Ba.
Maba Diakhou Bâ, né en 1809 et mort en juillet 1867, est un marabout du Rip et membre de la confrérie Tijaniyya, devenu almamy du  Rip.

## Les débuts

### Famille et formation
Maba Diakhou Bâ est le fils de Ndiogou Bâ, un marabout originaire du Fouta-Toro descendant de la dynastie Denianké venu s'installer au Saloum, et de Diakhou Dieye (née dans le royaume wolof du Djolof, mais originaire de Toubé Dièye dans le Gandiol).  
Diakhou Dieye (mère de Maba Diakhou) et Anta Dieye (maman de Ngoumbo Gueye Sanjal) sont les filles de la Linguère Koumba'm N'diapp Ndiaye. Koumba'm N'Diapp Ndiaye est la fille du Bourba Djolof Mba Kompass Ndiaye (1763-1800)*.  
Natif du Badibou, il reçoit sa formation coranique au Cayor, dans la ville de Mbakhol, puis au Djolof, où il fonde une école. Il épouse Maty Ndiaye, l'une des nièces du buurba (roi) du Djolof. De retour au Saloum, il prêche pacifiquement la religion musulmane, avec l'accord des souverains du royaume du Saloum qui étaient de religion animiste, des Thieddo, comme la majorité des habitants du Saloum. Il est également enseignant. Maba Diakhou Bâ acquiert une certaine notoriété et noue des relations avec les grandes familles musulmanes du Saloum.

### La prise de contrôle du Badibou
En 1846, Oumar Tall, en visite au Saloum, rencontre Maba Diakhou Bâ dans la localité de Kabakoto. Celui-ci l'encourage à lancer une guerre sainte au Saloum. Maba commence dans sa province natale, le Badibou. Il s'agit alors d'une province vassale du royaume du Saloum, dirigée, entre autres, pendant plus de quatre siècles par une ancienne famille noble du Saloum, d'origine mandingue, mais devenue sérère, le clan des Marone. 
Maba Diakhou, en vue de la guerre sainte, fomente l'assassinat de l'héritier du Badibou, Madiakhére Marone. Puis avec ses partisans musulmans, Maba s'attaque au roi du Badibou, Diéréba Marone. Après de nombreuses batailles, il remporte la victoire, et le roi est tué par Malick Adam ly, disciple de Maba (et arrière-grand-père de l'ex-député libéral el hadj wack ly).
C'est ainsi que, en 1861, Maba Diakhou se rend maître du Badibou, qu'il renomme Rip, et qu'il s'autoproclame almamy du Rip.
Il s'organise, fait construire plusieurs tatas à travers le Rip, et renomme la ville de Paos-Dimar, Nioro du Rip, en l'honneur de Oumar Tall, qui conquit Nioro du Sahel, au Mali.

## Ses conquêtes

### La rébellion du Badibou
L'administration britannique en Gambie et l'administration française au Sénégal essaient, sans succès, de se débarrasser de Maba Diakhou avec qui la relation s'est dégradée. C'est ainsi que George Abbas Kooli D'Arcy, le gouverneur britannique de la Gambie, fournit à Maba et aux forces musulmanes des armes britanniques. Il organise en outre l'invasion de l'État animiste mandingue du Badibou pour se venger de l'attaque subie par les commerçants britanniques. D'Arcy prend soin de planifier son intervention de façon qu'elle coïncide avec l'invasion infructueuse par les Français du Saloum des animistes sérères en 1861. 
Bien que Français et Britanniques s'affrontent fréquemment sur le sol africain, il leur arrive néanmoins de s'allier en certaines occasions pour vaincre les États animistes. L'affaire du Badibou constitue l'une de ces circonstances. Un grand nombre d'officiers français sont envoyés en Gambie pour aider les Britanniques à vaincre la famille royale du Badibou. Lors de cette opération, Maba Diakhou Bâ monte à bord du bateau du gouverneur britannique D'Arcy et accepte d'accompagner l'expédition à condition que son village soit épargné. Le gouverneur accepte le marché. Déjà âgé, le roi du Badibou, Jere Ba Marong, est battu, mais pas tué. Maba offre alors ses services pour la négociation des conditions de paix. Le roi du Badibou, surpris par tant d'arrogance, charge son fils Maad Jakere Bassin (également connu sous le nom de Maad Jakare chez les Sérères) d'assassiner Maba. Or Maad Jakere Bassin, que certains décrivent comme timide, est également un ivrogne. La veille de sa mission, il est particulièrement éméché et, imprudent, en vient à évoquer ses intentions non seulement en présence des Britanniques du camp, mais également devant un groupe de musulmans locaux acquis à la cause de Maba. Celui-ci découvre ainsi le complot et c'est Maad Jakare qui est tué. Dans la foulée, les troupes de Maba entreprennent de massacrer les indigènes mandingues. Ils parcourent le Badibou, brûlent des villages et s'emparent d'esclaves. En juin 1862, lorsque des rumeurs circulent à Bathurst (aujourd'hui Banjul, la capitale de la Gambie) selon lesquelles le Saloum aurait envahi le Badibou, Maba se retire. Buntu Gamey, le roi du Niumi en Gambie que Maba avait tenté en vain de tuer, retourne dans son royaume dévasté pour tenter de le relever.
En février 1863, le Niumi obtient son indépendance en tant qu'État païen – un traité signé par le gouverneur britannique et par Maba Diakhou lui-même. Lorsque les forces du marabout menées par Amer Faal sous le commandement de Maba attaquent le Niumi en 1866, puis tentent d'envahir le Ceded Mile (un bastion britannique), les Britanniques exercent des représailles en brûlant les villages musulmans. Ils obtiennent de Maba de ne jamais recommencer. Selon certains, si Maba ne tarde pas à donner sa parole, c'est parce qu'il se sait fortement dépendant des armes britanniques.

### Au Saloum
En 1865, Maba Diakhou décide d'attaquer d'autres provinces du Saloum, car il constate l'échec des marabouts guerriers, Sambou Oumané Touré, Cheikhou Diop, Mandiaye Khouredia, qui sont également ses généraux. Maba Diakhou livre combat à Thikat, puis incendie plusieurs villes, dont Kahone, capitale du royaume du Saloum, puis après sa victoire à la bataille de Ndiob, il attaque Kaolack avec ses troupes.
Il se rend maître d'une partie de la province du Ndoucoumane, à majorité musulmane. Maba et ses troupes sont victorieuses en allant combattre à Djilor, puis à Mbam. Maba repousse les attaques des princes des royaumes mandingues du Wouli et du Kiang, venus en aide à la noblesse déchue du Rip. Les troupes de Maba assiègent avec succès la forteresse de Tounkou, même si Maba est blessé. Maba remporte la bataille de Kwinella, mais perd celle de Koubandar. À Berending, les troupes de Maba tuent le prince mandingue Sadio Yira, qui voulait récupérer le Rip. Maba Diakhou reste ainsi Almamy du Rip. Maba Diakhou Bâ, ne put se rendre maître de tout le Saloum, car les Thieddo de la couronne défendaient farouchement l'aristocratie et leurs territoires principaux.

## Avec Lat Dior et Alboury Ndiaye
En 1865, Maba Diakhou Ba offre l'asile à Lat Dior, Damel du Cayor, et à son neveu Alboury Ndiaye du Djolof, tous deux en difficulté face aux colons français, qui se mettent à son service. Il propose à Lat Dior de se convertir à l'Islam, car Lat Dior était (de tradition Tiédos ou Ceddo). Lat Dior accepte de se convertir et s'engage à aider Maba Diakhou Bâ dans sa guerre sainte.
Le 30 novembre 1865, ensemble avec leurs armées, ils combattent les colons français dirigé par Pinet-Laprade qui regroupe 2 000 chevaliers, 5 000 fantassins et 500 cavaliers volontaires du Waalo, du Ndiambour et du Ndiander. Les Français subissent de lourdes pertes et Pinet-Laprade est blessé à l'épaule. Maba Diakhou souhaite voir naître un État islamique du Fouta au Saloum, raison pour laquelle il attaqua avec Lat Dior et Alboury, le Cayor, Baol et le Djolof. Maba aida Lat Dior à reprendre le Cayor, Alboury le Djolof, car il espérait que ceux-ci, une fois installés dans leurs royaumes, pourraient y instaurer l'islam, pour par la suite créer ensemble un État islamique. Après avoir attaqué le Cayor, dont la ville de Mbakhol, leurs projets échouèrent, car ils ne voulaient pas sous-estimer la menace des colons français.

## La fin de Maba Diakhou Bâ
Lat-Dior Diop voulait venger l'affront que lui avait fait subir le Maad a Sinig Coumba Ndoffène Famak Diouf, roi du Sine, (également connu sous le nom : Bour Sine Coumba Ndoffène Famak Diouf), qui avait refusé de l'accueillir pour son exil après la bataille de Loro qu'il avait livrée. Maba Diakhou Bâ, dans l'optique de la guerre sainte, accepta d'aider Lat-dior à faire la guerre au Sine. Maba chef de l'armée, Lat-dior général, et Alboury, prennent la route du royaume du Sine.
Le premier affrontement a lieu à Keur Ngor, un quartier de la ville de Marout. Lat-Dior et ses troupes partent combattre à Diakhao, capitale du Sine. La lutte est rude. Sur les recommandations de Maba, Lat-Dior rentre au Rip. De fait, l'attaque de Keur Ngor fut une attaque-surprise plutôt qu'une bataille. Les Musulmans surprirent les Sérères d'où le nom Mbin o Ngoor (aussi : Mbetaan Keur Ngor) qui signifie « l'attaque-surprise à Kerr Ngorr ». Kerr Ngorr n'était pas une bataille ouverte, comme le fut Somb,,.
En juillet 1867, Maba, Lat-Dior et Alboury marchent avec leur armée jusqu'au marigot de Fandane où s'engage la bataille de Somb-Tioutioune. La bataille est rude face aux Sérères animistes dirigés par Maad a Sinig Coumba Ndoffène Famak Diouf. Lat-Dior et Alboury sentent que la bataille risque de tourner au désastre et conseillent à Maba Diakhou d'abandonner, mais Maba refuse, il veut mener la guerre sainte contre les Sérères. Lat-Dior et Alboury se retirent. Maba Diakhou Bâ, almamy du Rip, est tué à la bataille de Fandane-Thiouthioune,  communément appelé la bataille de Somb.
D'après la tradition, ce sont les captifs de la famille maternelle de Lat-Dior, les Dyami Geej, qui ont retiré Lat-Dior de la bataille, afin de préserver leur chef.
Trois mois plus tard, au Rip, Lat-Dior prend le commandement des armées de Mamour Ndari, frère de Maba Diakhou Bâ, qui lutte contre Mame Samba, chef de la province du Pakala, à la bataille de Ndiao-Bambali, qui refuse l'autorité des successeurs de Maba Diakhou.
Plus tard, en 1870, Lat-Dior redevient Damel-Teigne du Cayor et du Baol, et les Guelwars du Saloum reprennent les provinces annexées.
Maba Diakhou Bâ sera enterré près du village de Fandène ou Mbel Fandane. Son mausolée – qui figure aujourd'hui sur la liste des sites et monuments historiques classés – se trouve dans l'arrondissement de Diakhao, département de Fatick, région de Fatick au Sine-Saloum.
Il oppose une farouche résistance à la violente colonisation française en essayant d'unifier les pays au nord de la Gambie à travers une guerre sainte.[Information douteuse][réf. nécessaire]

## Islamisation
Le but de Maba Diakhou Bâ était de protéger le cultivateur qui était au bas de l'échelle des castes. Il voulait unifier et établir une justice, des règles afin de supprimer l'anarchie entre royaumes voisins et générée par les guerriers. Pour cela, il entreprit d'islamiser les populations animistes afin de les fédérer par une seule religion avec des règles pour tous.